# Lockhausen (Bad Essen)
Lockhausen ist einer der 17 Ortsteile der Gemeinde Bad Essen im Landkreis Osnabrück in Niedersachsen mit etwa 750 Einwohnern.

## Geographie
Lockhausen liegt nördlich der B 65 etwa einen Kilometer nordöstlich von Bad Essen.

## Geschichte
Der Ort wurde im Jahr 1075 erstmals urkundlich erwähnt. Am 1. Dezember 1910 hatte Lockhausen 390 Einwohner. Am 1. Juli 1972 wurde die bis dahin als Teil des Landkreises Wittlage selbstständige Gemeinde im Zuge der Gebietsreform in die neue Gemeinde Bad Essen eingegliedert.

## Ortsrat
Der Ortsrat, der den Ortsteil Lockhausen vertritt, setzt sich aus fünf Mitgliedern zusammen. Die Ratsmitglieder werden durch eine Kommunalwahl für jeweils fünf Jahre gewählt. Die aktuelle Amtszeit begann am 1. November 2021 und endet am 31. Oktober 2026. Ortsbürgermeister ist seit 2021 Thomas Uhlen (CDU).
Bei der Kommunalwahl 2021 ergab sich folgende Sitzverteilung:
- Freie Wählergemeinschaft Lockhausen: 4 Sitze
- Bündnis 90/Die Grünen: 1 Sitz

## Kultur und Sehenswürdigkeiten
Im Norden der Gemarkung von Lockhausen liegt das Schloss Ippenburg.